# Oxytropis chionobia
Oxytropis chionobia är en ärtväxtart som beskrevs av Aleksandr Andrejevitj Bunge. Oxytropis chionobia ingår i släktet klovedlar, och familjen ärtväxter. Inga underarter finns listade i Catalogue of Life.